# Mallavi
Mallavi est un village du Sri Lanka, situé au nord du pays.